# Tablice rejestracyjne w Albanii

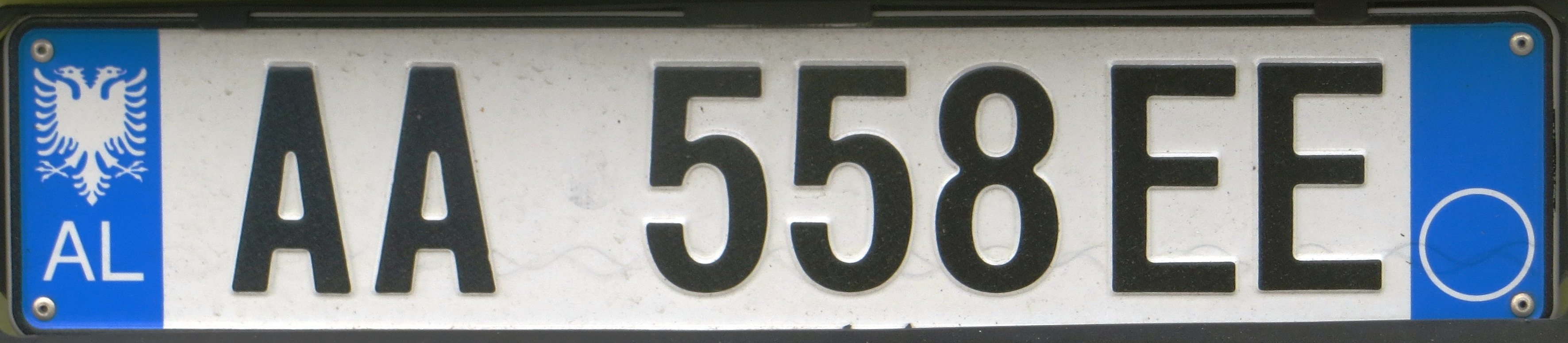
Obecne wzór tablic od 2011 roku

W Albanii tablice rejestracyjne pojazdów wydawane są przez Generalny Spis Usług Transportu Drogowego (alb. Drejtoria e Përgjithshme e Shërbimeve Të Transportit Rrugor, DPSHTRR).

## Aktualna seria pojazdów

### Pojazdy prywatne

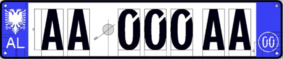
Nowy format nie opiera się już na skrótach okręgów regionalnych, natomiast stare tablice nadal obowiązują

Nowy format, podobny do wzorów płyt włoskich i francuskich po 1994 r., został wprowadzony 16 lutego 2011 r. Tablice zaczynają się od niebieskiego paska po lewej stronie z napisem „AL” i przeprojektowanym dwugłowym orłem w kolorze białym, 2 literami seryjnymi, hologramem zabezpieczającym, 3 cyframi, 2 literami seryjnymi na prostokątnym białym tle i kończą po prawej stronie niebieskim pasek, który powinien pokazywać rok rejestracji i kod regionalny w kolorze białym. Zaobserwowano, że dwa ostatnie elementy identyfikacyjne de facto nie są uwzględnione, przy czym czcionka jest bardziej podkreślona niż ta z okresu po 2002 roku. Tablice rejestracyjne wszystkich pojazdów uległyby podobnej zmianie. Krytycy twierdzą, że kolor dwugłowego orła i paska nie jest reprezentatywny dla czerwono-czarnych kolorów flagi Albanii.
Tablice rejestracyjne pojazdów prywatnych mają czarne obramowania i czarne teksty na białym tle. Mają format [AB 123 FG]. Format ten ma charakter ogólnokrajowy, niezależnie od okręgu rejestracji pojazdu.

#### Tablica rejestracyjna z 2 liniami, 254 × 205 mm
Od 2022 r. tablice rejestracyjne będą mogły być również wydawane w mniejszym formacie 360 × 100 mm dla tablic przednich i 305 × 153 mm dla tablic przednich i tylnych. Są one wydawane w związku ze wzrostem importu z Włoch, Szwajcarii i Stanów Zjednoczonych, które nie zawsze wydają tablice rejestracyjne zgodne ze standardami UE.
W Albanii „powtarzające się” tablice rejestracyjne mają czerwone obramowania i teksty na białym tle. Są to dodatkowe tablice rejestracyjne, które należy zamontować, jeśli jakiś przedmiot, np. stojak na rowery, blokuje oryginalną tablicę rejestracyjną prywatnego pojazdu.

### Pojazdy rolnicze
Tablice rejestracyjne pojazdów rolniczych w Albanii mają białe obramowania i białe teksty na zielonym tle. Mają format [AA MB 00], gdzie MB oznacza Makinë Bujqësore, co oznacza pojazd rolniczy.

#### Tablica rejestracyjna o standardowym rozmiarze, 520 × 110 mm
|  |

#### Tablica rejestracyjna z 2 liniami, 254 × 205 mm
Tablice rejestracyjne przyczep rolniczych w Albanii mają białe obramowania i białe teksty na zielonym tle. Mają format [AA RB 00], gdzie RB oznacza Rimorkio Bujqësore, co oznacza przyczepę rolniczą.

### Korpusy dyplomatyczne
Tablice rejestracyjne pojazdów korpusu dyplomatycznego w Albanii mają zielone obramowania i zielone teksty na białym tle. Nie mają niebieskiego paska po prawej stronie tablicy rejestracyjnej, w przeciwieństwie do tablic rejestracyjnych pojazdów prywatnych. Mają format [CD 00 00A], gdzie CD oznacza Corps Diplomatique. Pierwsze 2 cyfry tablicy rejestracyjnej odnoszą się do kodów dyplomatycznych tablic rejestracyjnych (wyjaśnionych w dalszej części artykułu). Na przykład kod 01 należy do korpusu dyplomatycznego Austrii, natomiast kod 41 odnosi się do korpusu dyplomatycznego Unii Europejskiej. Tablica 01A należy do najwyższego rangą członka personelu (zwykle jest to Ambasador), natomiast wszystkie pozostałe tablice wydawane są sekwencyjnie.

#### Tablica rejestracyjna z 2 liniami, 254 × 205 mm
Tablice rejestracyjne pojazdów służb dyplomatycznych w Albanii mają zielone obramowania i zielone teksty na białym tle. Nie mają niebieskiego paska po prawej stronie tablicy rejestracyjnej, w przeciwieństwie do tablic rejestracyjnych pojazdów prywatnych. Mają format [TR 00 00A], gdzie TR oznacza Truproje Diplomatike, co po albańsku oznacza „ochroniarze dyplomatyczni”. Pierwsze 2 cyfry tablicy rejestracyjnej odnoszą się do kodów dyplomatycznych tablic rejestracyjnych.
Tablice rejestracyjne pojazdów konsula honorowego w Albanii mają zielone obramowania i zielone teksty na białym tle. Nie mają niebieskiego paska po prawej stronie tablicy rejestracyjnej, w przeciwieństwie do tablic rejestracyjnych pojazdów prywatnych. Mają one format [HCC 00 0A], gdzie HCC oznacza Korpus Konsula Honorowego. Pierwsze 2 cyfry tablicy rejestracyjnej odnoszą się do kodów dyplomatycznych tablic rejestracyjnych.

### Pojazdy wojskowe
Tablice rejestracyjne pojazdów wojskowych w Albanii mają zielone obramowania i zielone teksty na białym tle. Mają format [MM 000PU], gdzie MM oznacza Ministria e Mbrojtjes, co oznacza Ministerstwo Obrony. Dwie ostatnie cyfry mogą być następującymi kombinacjami:
- FA (Forca Ajrore, Siły Powietrzne)
- FD (Forca Detare, Siły Morskie)
- FT (Forca Tokësore, Siły Lądowe)
- KM (Komanda Mbështetëse, Dowództwo Wsparcia)
- PU (Policia Ushtarake, Żandarmeria Wojskowa)
- SP (Shtabi i Përgjithshëm, Sztab Generalny)

### Pojazdy policyjne
Tablice rejestracyjne pojazdów albańskiej policji w Albanii mają niebieskie obramowania i niebieskie teksty na białym tle. Mają format [MB 000 AA], gdzie MB oznacza Ministria e Brendshme, co oznacza Ministerstwo Spraw Wewnętrznych. Tablice te wydawane są także innym podmiotom podlegającym Ministerstwu Spraw Wewnętrznych, w tym Gwardii Republikańskiej, która organizuje transport dla wysokich rangą członków stanu.

### Taksówki
Tablice rejestracyjne taksówek w Albanii mają czerwone obramowania i czerwone teksty na żółtym tle. Mają format [AA 000 T], gdzie T oznacza Taxi.

### Pojazdy techniczne
Tablice rejestracyjne pojazdów technicznych w Albanii mają białe obramowania i białe napisy na zielonym tle. Mają format [AA MT 00], gdzie MT oznacza Makinë Teknologjike, co oznacza pojazd technologiczny.

#### Tablica rejestracyjna z 2 liniami, 254 × 205 mm
Tablice rejestracyjne przyczep technologicznych w Albanii mają białe obramowania i białe napisy na zielonym tle. Mają format [AA RT 00], gdzie RT oznacza Rimorkio Teknologjike, co oznacza przyczepę techniczną.

### Przyczepy
Tablice rejestracyjne przyczep w Albanii mają białe obramowania i białe teksty na zielonym tle. Mają format [AA R 000], gdzie R oznacza Rimorkio, co oznacza „przyczepa”.

### Tablice testowe i tymczasowe
Tablice rejestracyjne pojazdów testowych w Albanii mają czerwone obramowania i czerwone teksty na białym tle. Mają format [AA 0 PROV], gdzie PROV oznacza Provë, co oznacza Testowy.

#### Tablica rejestracyjna z 2 liniami, 254 × 205 mm
Tymczasowe tablice rejestracyjne pojazdów w Albanii mają czerwone obramowania i czerwone teksty na białym tle. Mają format [AA 0 PRK], gdzie PRK oznacza Përkohshme, co oznacza Tymczasowy.

### Aktualna seria motocykli
Prywatne motocykle w Albanii mają tablicę rejestracyjną w formacie [AA 000]. Tablice rejestracyjne motocykli w Albanii mają wymiary 212 na 205 mm lub 177 na 177 mm i mają czarny tekst i czarne obramowania na białym tle.

### Styl czcionki
Albański używa unikalnego stylu czcionki na swoich tablicach rejestracyjnych, stylu czcionki nieużywanego w żadnej innej jurysdykcji. Poniżej znajduje się lista wszystkich znaków i cyfr w tym stylu czcionki

## Historia

### 1958-1993
W czasach komunizmu na tablicach ciężarówek malowano po bokach inicjały nazw dystryktu i pięciocyfrowy numer seryjny (w 1991 r. dwie cyfry, po których następowały inicjały nazw dzielnic i trzy cyfry). Pojazdy państwowe miały białą tablicę z komunistyczną czerwoną gwiazdą, inicjałami okręgu i numerem seryjnym w kolorze czarnym lub białym. Po przywróceniu własności prywatnej po upadku komunizmu wprowadzono nowy format o standardowym rozmiarze, podobny do modelu po 1993 r., ale z inną czcionką i brakującym krajowym paskiem identyfikacyjnym.

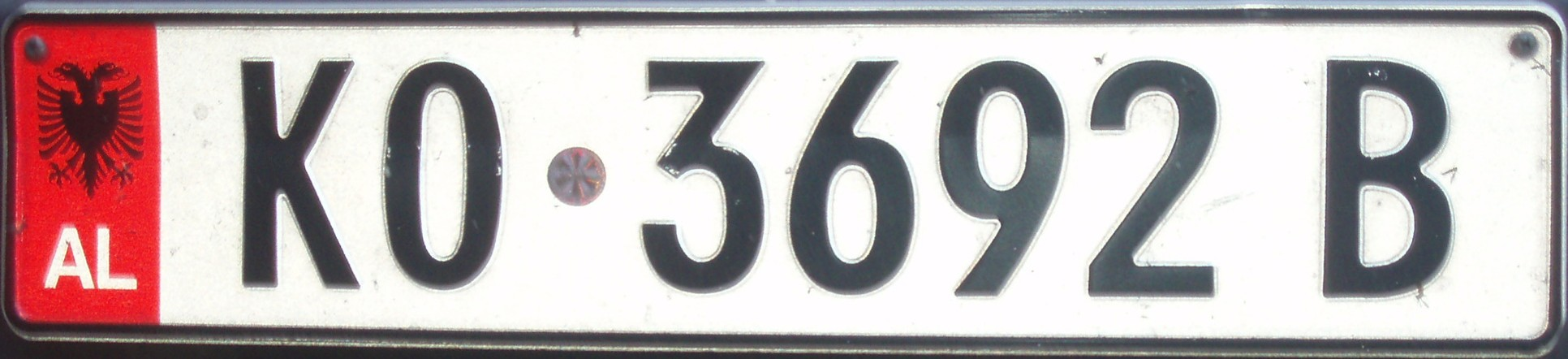
Tabliczka z mniejszą czcionką i kodem regionalnym wydawana od 2002 do 2011 roku. „KO” oznacza dystrykt Korçë. Stare tablice są nadal ważne, mimo że wprowadzono nowe tablice

### 1993-2011

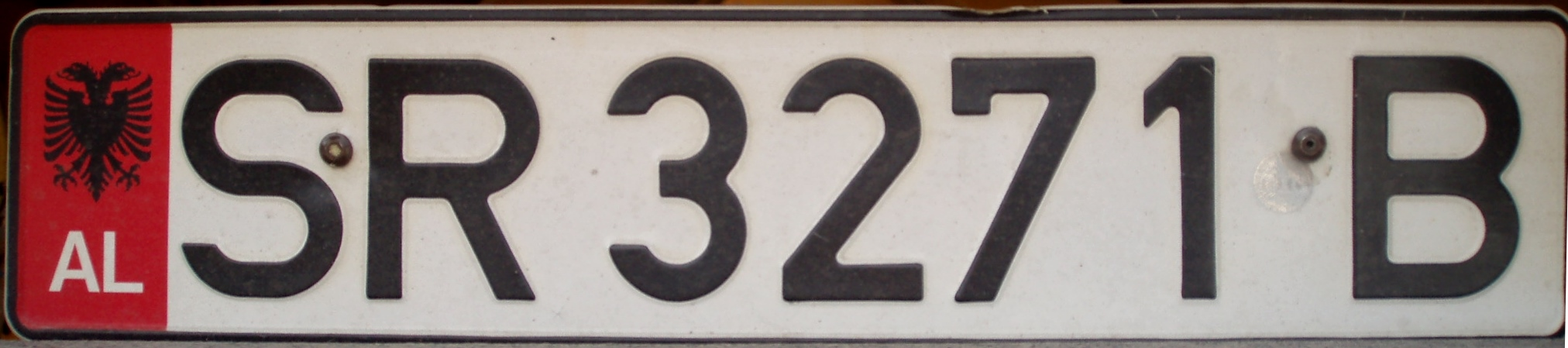
Tabliczka z czcionką DIN 1451 wydawana w latach 1995–2002. „SR” oznacza dystrykt Saranda. Zwróć uwagę na włączenie krajowego paska identyfikacyjnego po lewej stronie

Stary format z 1993 r. jest nadal aktualny, mimo że nowe tablice z 2011 r. zostały wprowadzone w lutym 2011 r. Stary format z 1993 r. został wprowadzony około 1993 r. wraz z dodaniem krajowego paska identyfikacyjnego (w 1995 r.) po lewej stronie i nową, większą czcionką DIN 1451. Odstępy między znakami zmieniały się wielokrotnie i dodano hologram zabezpieczający. Format zaczyna się od dwuliterowego skrótu nazwy albańskiego okręgu. Na przykład skrótem dystryktu Korçë jest KO. Po czterocyfrowym numerze następuje litera seryjna wskazująca kolejność przydzielania każdej serii liczb. Zatem tablica kończąca się na „B” zostanie wypuszczona później niż tablica kończąca się na „A” w tej samej dzielnicy. Od 2002 roku wprowadzono mniejszą czcionkę, natomiast tabliczki ze starszą czcionką nadal obowiązują. Cyfry i litery zapisane w systemie alfabetu łacińskiego wskazują liczbę pojazdów zarejestrowanych w okręgu. Jeśli ostatnią literą tablicy rejestracyjnej jest „U”, oznacza to, że w danej dzielnicy zarejestrowanych jest ~200 000 (dwieście tysięcy) samochodów.

## Skróty okręgowe

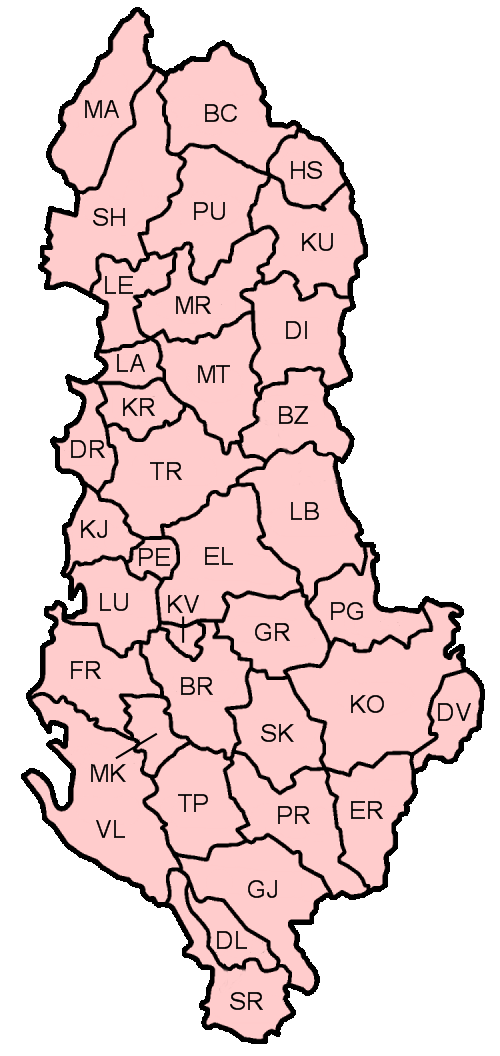
Mapa kodów regionalnych

| Kod | Okręg                |
| --- | -------------------- |
| BC  | Okręg Tropoja        |
| BR  | Okręg Berat          |
| BZ  | Okręg Bulqiza        |
| DI  | Okręg Dibra          |
| DL  | Okręg Delvina        |
| DR  | Okręg Durrës         |
| DV  | Okręg Devoll         |
| EL  | Okręg Elbasan        |
| ER  | Okręg Kolonja        |
| FR  | Okręg Fier           |
| GJ  | Okręg Gjirokastra    |
| GR  | Okręg Gramsh         |
| HS  | Okręg Has            |
| KJ  | Okręg Kavaja         |
| KO  | Okręg Korcza         |
| KR  | Okręg Kruja          |
| KU  | Okręg Kukës          |
| KV  | Okręg Kuçova         |
| LA  | Okręg Kurbin         |
| LB  | Okręg Librazhd       |
| LE  | Okręg Lezha          |
| LU  | Okręg Lushnja        |
| MA  | Okręg Malësi e Madhe |
| MK  | Okręg Mallakastra    |
| MR  | Okręg Mirdita        |
| MT  | Okręg Mat            |
| PE  | Okręg Peqin          |
| PG  | Okręg Pogradec       |
| PR  | Okręg Përmet         |
| PU  | Okręg Puka           |
| SH  | Okręg Szkodra        |
| SK  | Okręg Skrapar        |
| SR  | Okręg Saranda        |
| TP  | Okręg Tepelena       |
| TR  | Okręg Tirana         |
| VL  | Okręg Wlora          |

## Kody dyplomatycznych tablic rejestracyjnych
| Kod | Państwo lub organizacja                       |
| --- | --------------------------------------------- |
| 01  | Austria                                       |
| 02  | Wielka Brytania                               |
| 03  | Bułgaria                                      |
| 04  | N/A                                           |
| 05  | Czechy                                        |
| 06  | Egipt                                         |
| 07  | Francja                                       |
| 08  | Grecja                                        |
| 09  | Niemcy                                        |
| 10  | Węgry                                         |
| 11  | Włochy                                        |
| 12  | Iran                                          |
| 13  | Serbia                                        |
| 14  | Chiny                                         |
| 15  | Chorwacja                                     |
| 16  | N/A                                           |
| 17  | Macedonia                                     |
| 18  | Palestyna                                     |
| 19  | Polska                                        |
| 20  | Rumunia (Honorowy Konsulat)                   |
| 21  | Rosja                                         |
| 22  | N/A                                           |
| 23  | Stany Zjednoczone                             |
| 24  | Turcja                                        |
| 25  | Szwajcaria                                    |
| 27  | Arabia Saudyjska                              |
| 28  | Szwecja                                       |
| 29  | Hiszpania                                     |
| 33  | UNESCO                                        |
| 41  | Unia Europejska                               |
| 42  | ONZ                                           |
| 43  | Fundusz Narodów Zjednoczonych na rzecz Dzieci |
| 44  | N/A                                           |
| 45  | Światowa Organizacja Zdrowia                  |
| 48  | Bank Światowy                                 |
| 52  | Kuwejt                                        |
| 55  | Kosowo                                        |
| 56  | Holandia                                      |
| 60  | Dania                                         |
| 66  | Słowacja                                      |
| 77  | Brazylia                                      |
| 79  | Izrael                                        |
| 81  | Katar                                         |